# Odinia rossi
Odinia rossi är en tvåvingeart som beskrevs av Macgowan och Rotheray 2004. Odinia rossi ingår i släktet Odinia och familjen tickflugor.
Artens utbredningsområde är Storbritannien. Inga underarter finns listade i Catalogue of Life.